# Меліно (Орегон)
Меліно (англ. Mulino) — переписна місцевість (CDP) в США, в окрузі Клакамас штату Орегон. Населення — 2250 осіб (2020).

## Географія
Меліно розташоване за координатами 45°13′19″ пн. ш. 122°33′26″ зх. д. / 45.22194° пн. ш. 122.55722° зх. д. (45.222006, -122.557242).  За даними Бюро перепису населення США в 2010 році переписна місцевість мала площу 35,76 км², з яких 35,68 км² — суходіл та 0,09 км² — водойми.

## Демографія
Згідно з переписом 2010 року, у переписній місцевості мешкали 2103 особи в 772 домогосподарствах у складі 583 родин. Густота населення становила 59 осіб/км².  Було 810 помешкань (23/км²).
Расовий склад населення:
| - 95,8 % — білих - 1,0 % — корінних американців - 0,4 % — азіатів - 0,2 % — чорних або афроамериканців |

До двох чи більше рас належало 1,8 %. Частка іспаномовних становила 2,8 % від усіх жителів.
За віковим діапазоном населення розподілялося таким чином: 21,8 % — особи молодші 18 років, 64,1 % — особи у віці 18—64 років, 14,1 % — особи у віці 65 років та старші. Медіана віку мешканця становила 45,5 року. На 100 осіб жіночої статі у переписній місцевості припадало 108,2 чоловіків;  на 100 жінок у віці від 18 років та старших — 109,0 чоловіків також старших 18 років.
Середній дохід на одне домашнє господарство  становив 86 730 доларів США (медіана — 80 081), а середній дохід на одну сім'ю — 94 301 долар (медіана — 87 361). За межею бідності перебувало 7,2 % осіб, у тому числі 8,8 % дітей у віці до 18 років та 5,3 % осіб у віці 65 років та старших.
Цивільне працевлаштоване населення становило 1218 осіб. Основні галузі зайнятості: освіта, охорона здоров'я та соціальна допомога — 15,7 %, науковці, спеціалісти, менеджери — 13,7 %, будівництво — 13,3 %, виробництво — 13,1 %.